# Ctenus valvularis
Ctenus valvularis är en spindelart som först beskrevs av Johan Coenraad van Hasselt 1882.  Ctenus valvularis ingår i släktet Ctenus och familjen Ctenidae. Inga underarter finns listade i Catalogue of Life.